# Graafschap Savoye
Het  graafschap Savoye  (Arpitaans: Comtât de Savouè, Frans:  Comté de Savoie, Italiaans: Contea di Savouè) was een graafschap binnen het Heilige Roomse Rijk. Het graafschap ontstond uit het Bourgondische koninkrijk Arelat en uit Zwitserse vrije leefgemeenschappen in de elfde eeuw. In 1313 werd het onafhankelijk van het Heilige Roomse Rijk en in 1418 werd het verheven tot een hertogdom.

## Geschiedenis

### Voorgeschiedenis
In 121 v.Chr. veroverden de Romeinen het gebied evenwel en voegden het bij de provincie Gallia Narbonensis. Tijdens de Grote Volksverhuizing kwamen de Bourgondiërs in bezit van Savoye (437). In 534 kwam het aan het toen nog zelfstandige koninkrijk Bourgondië. In 533 werd het gebied veroverd door de Franken. In 843 kwam het gebied in Midden-Francië te liggen. Dit rijk zou in de tweede helft van de negende eeuw uit elkaar vallen waardoor er een machtsvacuüm ontstond waaruit in 933 het koninkrijk der Twee Bourgondiën (of Koninkrijk Arelat) zou ontstaan, een koninkrijk dat zich voorlopig onafhankelijk kon opstellen tegenover de koningen van Frankrijk (vanaf 987 de nieuwe naam voor West-Francië) en Duitsland (het voormalige Oost-Francië).

### Ontstaan binnen het koninkrijk Arelat
Het graafschap Savoye ontstond toen de koning van Arelat, Rudolf III van Bourgondië, in 1003 de grafelijke titel verleende aan Humbert Withand uit het huis Savoye. Humbert werd gesteund door keizer Hendrik II de Heilige van het Heilige Roomse Rijk zodat hij het gebied in de Aostavallei kon uitbreiden. Na de dood van koning Robert II van Frankrijk in 1032 erkende Humbert de heerschappij van keizer Koenraad II van Duitsland. Als beloning voor de steun van Humbert in het conflict tussen Koenraad en de Franse Odo II van Blois verkreeg Humbert een deel van het graafschap Vienne dat een vazalstaat van het aartsbisdom Vienne in de regio Chablais en gebied in de Tarentaise wat onderdeel was van het aartsbisdom Tarentaise

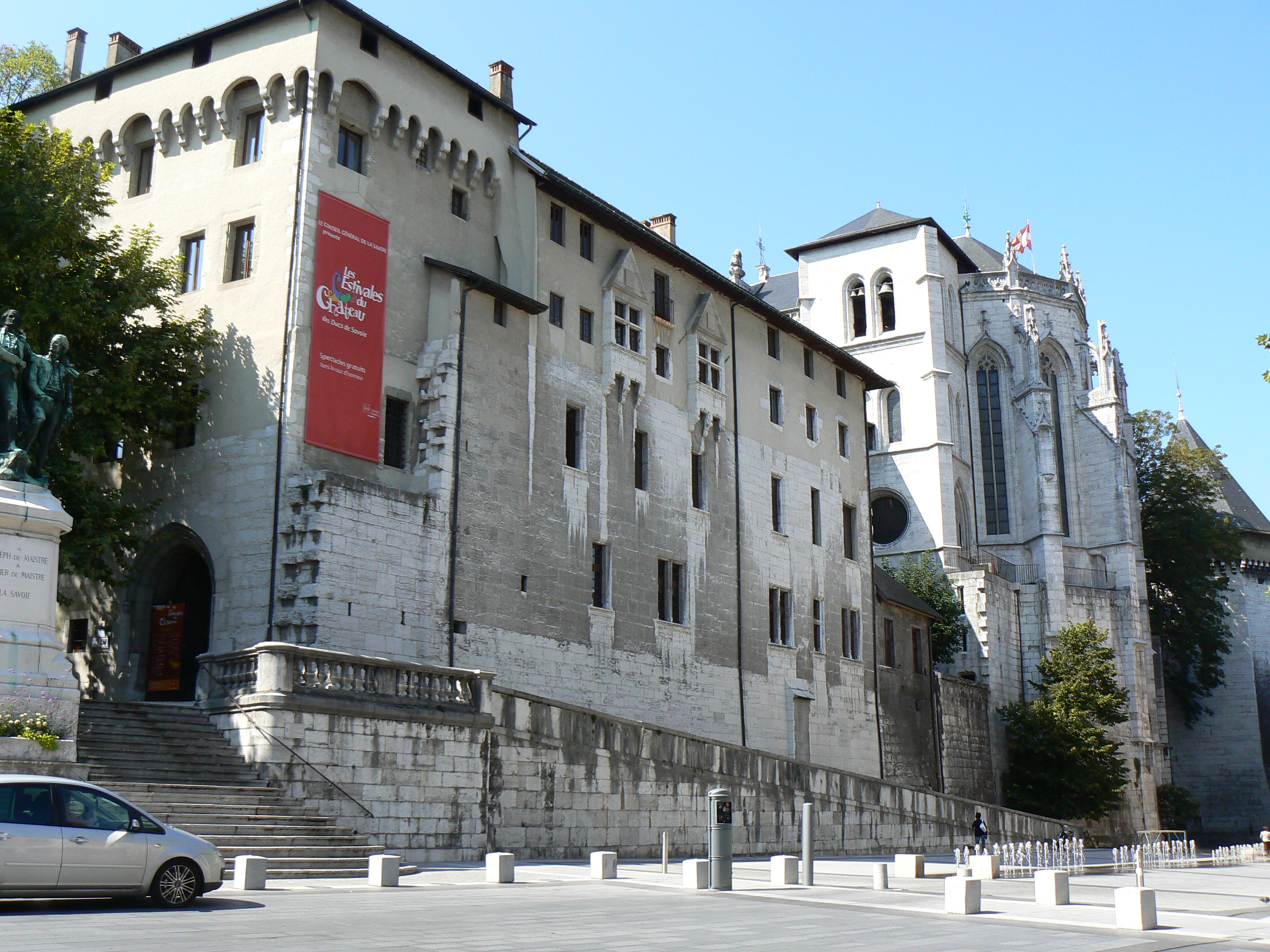
Slot Chambéry

### Onafhankelijkheid en groei
Later verschrompelde de macht van het koninkrijk Arelat en werd het slechts een titulair koninkrijk binnen het Heilige Roomse Rijk. De opvolgers van Humbert gingen zich als onafhankelijke graven zien. De zoon van Humbert Otto trouwde in 1046 met de dochter van markgraaf Manfred II Olderik van Turijn, Adelheid van Susa, waardoor de graven van Savoye over de gebieden in Piëmont regeerden die bij het markgraafschap Turijn hoorden.
De graven breidden hun gebied in 1218 weer uit toen ze de gebieden in het kanton Vaud ten noorden van het Meer van Genève toen het huis Zähringen uitstierf.  Graaf Thomas I van Savoye maakte hier gebruik van door de steden Pinerolo and Chambéry (Kamrach) in te lijven. Zijn zoon Peter II werd door de Engelse koning gevraagd voor onderhandelingen met Hendrik III, die ondertussen met zijn nicht Eleonora van Provence getrouwd was, Lord Warden of the Cinque Ports en de graaf van Richmond over het te bouwen Savoy Palace in Londen.
In 1313 verkreeg graaf Amadeus V van Savoye van keizer Hendrik VII officieel de status van rijksvrij. Het koninkrijk Arelat bleef bestaan totdat het graafschap Vienne of de Dauphiné in 1349 onderdeel van het territorium van de Franse kroonprins Karel werd, die de naam van het gebied de naam van zijn titel maakte. De graaf van Savoye was bang dat het graafschap ook onderdeel zou worden van het koninkrijk Frankrijk, wat niet gebeurde omdat keizer Karel IV in 1365 de "groene hertog" Amadeus VI van Savoye tot rijksvoogd van Aralat benoemde.
In 1388 kreeg de "rode hertog" Amadeus VII van Savoye toegang tot de Middellandse Zee wanneer hij de Nizzardische Landen (het achterland van Nizza) verwierf van de Provence onder de naam nieuwe gebieden van Provence (terres neuves de Provence). Het gebied omvatte naast Nizza ook Puget-Théniers, dorpen in de valleien van de Tinée en de Vésubie en de dorpen Breglio en Saorgio in de vallei van de Roia.
Zijn zoon tegenpaus Felix V wist het gebied uit te breiden door in 1401  het graafschap Geneve te verwerven. In 1416 werd hij door keizer Sigismund tot hertog verheven, waardoor het graafschap Savoye tot hertogdom Savoye werd verheven.

## Graven van Savoye
- 1003–1047/48 Humbert
- 1030/48–1051/56 Amadeus I de Staart zoon
- 1051/56–1060  Otto I broer
- 1060–78 Peter I zoon
- 1078–80 Amadeus II, broer :
- 1082/91–1103 Humbert II de Dikke, broer :
- 1103–48 Amadeus III, zoon
- 1148–89 Humbert III zoon
- 1189–1233 Thomas zoon
- 1233–53 Amadeus IV zoon
- 1253–63 Bonifatius zoon
- 1263–68 Peter II de Kleine Karel de Grote oom
- 1268–85 Filips I broer
- 1285–1323 Amedeus V  neef
- 1323–29 Eduard de Liberale zoon
- 1329–43 Aymon de Vredevolle broer
- 1343–83 Amadeus VI de Groene Graaf, zoon :
- 1383–91 Amadeus VII de Rode Graaf zoon :
- 1391–1416 Amadeus VIII de Vredevolle, zoon wiens titel in 1416 verhoogd werd tot hertog van Savoye.